# Municipio de Beverly (Arkansas)
El municipio de Beverly (en inglés: Beverly Township) es un municipio ubicado en el condado de Sebastian en el estado estadounidense de Arkansas. En el año 2010 tenía una población de 730 habitantes y una densidad poblacional de 21,22 personas por km².

## Geografía
El municipio de Beverly se encuentra ubicado en las coordenadas 35°20′52″N 94°6′34″O / 35.34778, -94.10944. Según la Oficina del Censo de los Estados Unidos, el municipio tiene una superficie total de 34,4 km², de la cual 33,97 km² corresponden a tierra firme y (1,23 %) 0,42 km² es agua.

## Demografía
Según el censo de 2010, había 730 personas residiendo en el municipio de Beverly. La densidad de población era de 21,22 hab./km². De los 730 habitantes, el municipio de Beverly estaba compuesto por el 94,52 % blancos, el 0,27 % eran afroamericanos, el 1,78 % eran amerindios, el 0,82 % eran asiáticos, el 1,23 % eran de otras razas y el 1,37 % eran de una mezcla de razas. Del total de la población el 2,33 % eran hispanos o latinos de cualquier raza.